# Mohsen Bengar
Mohsen Bengar, né le (6 juillet 1979 à Ispahan, Iran), est un footballeur iranien qui a joue pour l'équipe du Teraktor Sazi.
Il compte quatorze sélections avec l'équipe d'Iran entre 2003 et 2011.